# اللفج الأسفل (النادرة)

تعديل مصدري - تعديل

اللفج الأسفل هي إحدى قرى عزلة حزيب بمديرية النادرة التابعة لمحافظة إب، بلغ تعداد سكانها 262 نسمة حسب تعداد اليمن لعام 2004.